# Roswell Sabine Ripley
Roswell Sabine Ripley (14 mars 1823 – 29 mars 1887) est un officier de l'armée des États-Unis au cours de la guerre américano-mexicaine et, en dépit de sa naissance dans le Nord, un brigadier-général  dans l'armée des États confédérés pendant la guerre de Sécession. Il est également un auteur et un homme d'affaires prospère de Caroline du Sud.

## Avant la guerre
Ripley naît à Worthington, en Ohio, un petit village dans le comté de Franklin , non loin de Colombus.
Sa famille déménage ensuite dans l'État de New York, où il obtient une nomination à l'académie militaire de West Point. Il est diplômé en 1843, classé septième sur 39 cadets. D'autres camarades de classe dans son année comprennent Ulysses S. Grant, William B. Franklin, William S. Rosecrans, Samuel G. French et Franklin Gardner. Il est affecté comme second lieutenant en service de garnison, et devient instructeur d'artillerie.
Le lieutenant Ripley sert lors de la guerre américaon-mexicaine dans l'état-major du général Zachary Taylor et du général Gideon Pillow, et participe aux batailles de Monterrey, Vera Cruz, Cerro Gordo, Contreras, Churubusco, Molino del Rey, Chapultepec, et à la capture de la ville de Mexico. Pour acte de bravoure au combat, Ripley est breveté capitaine à Cerro Gordo et commandant à Chapultepec. Il publie History of the Mexican War (2 vols., New York, 1849).
Il est engagé lors de la seconde guerre Séminole en Floride, en 1849, où encore une fois il participe aux combats. Après la guerre, il est en garnison dans différents postes dans le Sud, y compris le fort Moultrie sur Sullivan's Island, Caroline du Sud. Une riche veuve vit aussi sur l'île, Alicia (Middleton) Sparks (1824-1899), de Charleston. Ils se marient en 1852. Le romancier William Gilmore Simms vit sur l'île à l'époque, et raconte l'histoire d'un incident au cours de leur cour impliquant les bottes de Ripley et un barman. L'oncle d'Alicia, Arthur Middleton Manigault, sera plus tard, un général confédéré.
Ripley démissionne de l'armée en 1853 et déménage à Charleston pour s'installer dans le domaine de sa femme. De 1853-1854, il est l'éditeur, avec Charles G. Baylor, du Daily American Times de Baltimore. Plus tard, il crée une entreprise prospère, et, au fil du temps, Ripley devient un partisan du droit des États.
Il rejoint la milice de l'État de Caroline du Sud et est devient commandant dans l'ordonnance.

## Guerre de Sécession
Après la sécession de la Caroline du Sud de l'Union, Ripley devient lieutenant-colonel dans l'armée de la Caroline du Sud. Lui et ses hommes aident à la garnison de fort Moultrie. Il aide à diriger le feu d'une batterie pendant le bombardement de fort Sumter dans le Port de Charleston, le 13 avril 1861. Le 15 août 1861, il est nommé brigadier général dans l'armée confédérée et reçoit le commandement du département de Caroline du Sud et de ses défenses côtières. À partir de décembre 1861 jusqu'en mai 1862, il est responsable du deuxième district militaire du sud de la Caroline du Sud.
Transféré à une commandement sur le terrain en Virginie, Ripley commande une brigade d'infanterie (composée de deux régiments de Géorgie et deux régiments de Caroline du Nord) dans les défenses de Richmond, en Virginie, en juin 1862. Affecté dans l'armée de Virginie du Nord, la brigade de Ripley participe aux batailles de Mechanicsville, Gaines Mill, et Malvern Hill lors de la campagne de la Péninsule.
En dépit son attrition par les récents combats et la maladie, la brigade de Ripley combat lors de la campagne du Maryland à la bataille de South Mountain, et à la bataille d'Antietam, en septembre 1862. Il subit une grave blessure au cou à Sharpsburg, mais récupère rapidement et rejoint l'armée. En novembre, il est impliqué dans la défense de  la ville de Fredericksburg.
Critiqué pour ses performances à Antietam, le général Ripley retourne au début de 1863 en Caroline du Sud et prend la responsabilité du premier district militaire. Ses hommes construisent une série de défenses améliorées autour de Charleston, et Ripley commande les troupes qui repoussent une attaque de la marine de l'Union le 7 avril 1863. Il continue à commander les fortifications de Charleston jusqu'à ce que la ville soit évacuée à la fin de 1864 et combat sous les ordres de Joseph E. Johnston à la bataille de Bentonville.

## Après la guerre
Après la guerre, Ripley, dont la femme et la fille l'ont quitté, part à l'étranger et vit en Angleterre pendant plus de vingt ans. À la fin des années 1880, il retourne aux États-Unis et s'installe dans la ville de New York, où il meurt d'un grave accident vasculaire cérébral. Il est enterré dans cimetière de Magnolia à Charleston, en Caroline du Sud.
Son oncle, James Wolfe Ripley, a mené les troupes fédérales dans le port de Charleston lors de la crise d'annulation, et a été le chef de l'ordonnance de l'armée américaine pendant la première moitié de la guerre de sécession.
@Cet article reprend le texte d'une publication maintenant dans le domaine public: Wilson, James Grant; Fiske, Jean, dir. de publ. (1891). "Ripley, James Wolfe, paragraphe Roswell Sabine" dans Appleton Cyclopædia de American Biography. Volume 5. New York: D. Appleton, 1891.

## Développements récents
Avec les récents efforts visant à supprimer les monuments et les mémoriaux liées à la Confédération, en août 2017, la ville de Worthington, en Ohio, conjointement avec le propriétaire d'une propriété privée, a supprimé le marqueur de l'État de l'Ohio à l'extérieur de la maison de naissance de Ripley.